# Maxstraßenbrücke

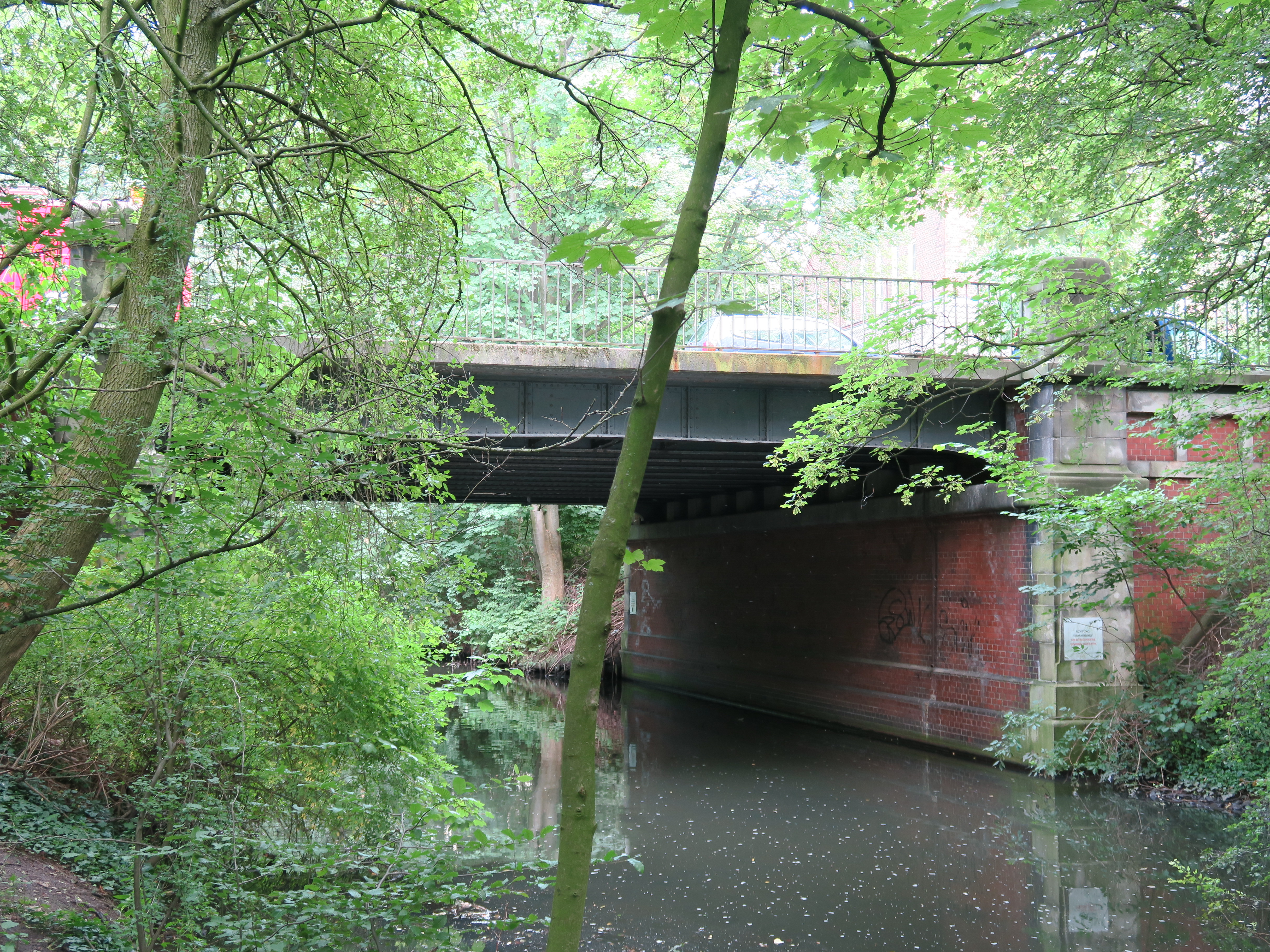
Maxstraßenbrücke

Die Maxstraßenbrücke ist eine Straßenbrücke im Hamburger Stadtteil Hamburg-Barmbek-Süd. Es handelt sich um eine von 1907 bis 1908 erbaute eiserne Balkenbrücke.
Die Brücke ist nach der Maxstraße benannt, mit der sie die Wandse überquert, die an dieser Stelle Eilbek heißt.
Die Maxstraßenbrücke bildet ein baudenkmaliges Ensemble mit der Von-Essen-Straßenbrücke und dem dazwischenliegenden Uferbereich, das mit der Nummer 30902 von der Hamburger Behörde für Kultur und Medien als Kulturdenkmal registriert ist.